# Kirby's Dream Buffet
Kirby's Dream Buffet est un jeu vidéo de type party game développé par HAL Laboratory et édité par Nintendo pour la Nintendo Switch. Il est sorti numériquement le 17 août 2022. 

## Système de jeu
Kirby's Dream Buffet est un jeu multijoueur où quatre Kirby en forme de boule parcourent des épreuves sur le thème de la nourriture et s'affrontent pour collecter le plus de fraises. Les joueurs doivent vaincre des ennemis et utiliser des capacités spéciales sur scène pour s'attaquer entre-eux et collecter des bonus. Le jeu peut être joué à la fois localement et en ligne contre des adversaires aléatoires ou bien dans des lobbies privés.
Il existe 3 types de manches, chacune avec plusieurs étapes différentes :
- Course : La scène est aménagée comme une piste de course. Les premiers joueurs à atteindre l'objectif reçoivent des fraises supplémentaires.
- Mini-jeu : événements mixtes où les joueurs gagnent des fraises en suivant les instructions données. La scène est généralement petite avec des caractéristiques déterminantes liées à l'objectif donné aux joueurs.
- Chacun pour soi : Semblable aux tours de mini-jeu, la scène est petite et présente de nombreux objets et collines proches les unes des autres. Les capacités et les fraises tombent sur la scène au fil du temps, et les joueurs peuvent voler les fraises des autres en les faisant tomber de la scène.

En mode Grand Prix, les joueurs jouent une course, un mini-jeu, une autre course, puis un chacun pour soi. Ensuite, des bonus sont distribués en fonction de conditions statistiques aléatoires. Le joueur avec le plus grand nombre de fraises remporte la partie.
Après avoir terminé des tours individuels ou un Grand Prix, les joueurs reçoivent des points pour élever leur « Rang Gourmet ». Jouer en ligne donne un supplément de points gagnés. Chaque fois que le rang du joueur augmente, il débloque un nouveau costume, une nouvelle couleur pour Kirby, une nouvelle scène ou bien une nouvelle piste musicale qui peut être utilisée pour personnaliser entièrement kirby. Les joueurs peuvent également débloquer des friandises, un cookie basé sur un personnage de la série Kirby qui peut être affiché sur la ligne de départ en tant que piédestal pour Kirby.

## Développement
Le jeu a été révélé par Nintendo avec une bande-annonce via les réseaux sociaux le 12 juillet 2022. La date de sortie a été révélée lors du Kirby 30th Anniversary Music Festival, qui a eu lieu le 11 août 2022,.  

## Accueil
Kirby's Dream Buffet a reçu des critiques plutôt mitigées si l'on en croit l'agrégateur de critiques Metacritic qui a donné une moyenne au jeu de 63/100.